# Associazione Calcio Savoia 1908 1992-1993
Questa voce raccoglie le informazioni riguardanti il Savoia nelle competizioni ufficiali della stagione 1992-1993.

## Stagione
La stagione 1992-1993 fu la 71ª stagione sportiva del Savoia.
Serie C2 1992-1993: 16º posto

## Divise e sponsor
| Casa |

## Organigramma societario
Area direttiva
- Presidente:  Luigi Farinelli
- Direttore Generale: Pietro Lo Monaco

Area organizzativa
- Segretario generale: Giuseppe Sasso
- Magazziniere: Raffaele Ciliberti

Area tecnica
- Coordinatore: Felicio Ferraro
- Allenatore:  Sergio Eberini poi
 Franco Fabiano dalla 11ª poi
 Mario Zurlini dalla 24^

Area sanitaria
- Medico sociale: Alfonso Ciniglio
- Massaggiatore: Andrea Vecchione

## Rosa
| N. |                   | Ruolo | Calciatore                 |
| -- | ----------------- | ----- | -------------------------- |
|    | Italia (bandiera) | P     | Silvio Lafuenti            |
|    | Italia (bandiera) | P     | Gennaro Pescatore          |
|    | Italia (bandiera) | P     | Oscar Verderame            |
|    | Italia (bandiera) | D     | Salvatore Amura (capitano) |
|    | Italia (bandiera) | D     | Alberto Savino             |
|    | Italia (bandiera) | D     | Paolo Costantino           |
|    | Italia (bandiera) | D     | Fabio Sanguedolce          |
|    | Italia (bandiera) | C     | Erasmo Cosentino           |
|    | Italia (bandiera) | C     | Giovanni Impellizzeri      |
|    | Italia (bandiera) | C     | Luigi Incitti              |
|    | Italia (bandiera) | C     | Giuseppe Irrera            |

| N. |                   | Ruolo | Calciatore         |
| -- | ----------------- | ----- | ------------------ |
|    | Italia (bandiera) | A     | Francesco Marino   |
|    | Italia (bandiera) | A     | Edoardo Raimo      |
|    | Italia (bandiera) | A     | Vittorio Torino    |
|    | Italia (bandiera) |       | Giuseppe Aiello    |
|    | Italia (bandiera) |       | Michele Amato      |
|    | Italia (bandiera) |       | Antonio Caruso     |
|    | Italia (bandiera) |       | Davide Di Battista |
|    | Italia (bandiera) |       | Gennaro Russo      |
|    | Italia (bandiera) |       | Giovanni Soviero   |
|    | Italia (bandiera) |       | Alessandro Vitti   |
|    | Italia (bandiera) |       | Massimo Vivo       |

## Calciomercato
| Acquisti | Acquisti | Acquisti | Acquisti   |
| R.       | Nome     | da       | Modalità   |
| -------- | -------- | -------- | ---------- |
|          |          |          | definitivo |

| Cessioni | Cessioni | Cessioni | Cessioni   |
| R.       | Nome     | a        | Modalità   |
| -------- | -------- | -------- | ---------- |
|          |          |          | definitivo |

## Risultati

### Campionato

#### Girone di andata
| 13 settembre 1992 1ª giornata | Altamura | 0 – 0 | Savoia |  |

| 20 settembre 1992 2ª giornata | Savoia | 1 – 1 | Monopoli |  |

| 27 settembre 1992 3ª giornata | Licata | 1 – 0 | Savoia |  |

| 4 ottobre 1992 4ª giornata | Savoia | 2 – 4 | Catanzaro |  |

| 11 ottobre 1992 5ª giornata | Savoia | 3 – 1 | Trani |  |

| 18 ottobre 1992 6ª giornata | Juventus Stabia | 3 – 0 | Savoia |  |

| 25 ottobre 1992 7ª giornata | Astrea | 2 – 1 | Savoia |  |

| 1º novembre 1992 8ª giornata | Savoia | 1 – 0 | Bisceglie |  |

| 8 novembre 1992 9ª giornata | Molfetta | 4 – 2 | Savoia |  |

| 22 novembre 1992 10ª giornata | Savoia | 1 – 1 | Formia |  |

| 29 novembre 1992 11ª giornata | Matera | 1 – 1 | Savoia |  |

| 6 dicembre 1992 12ª giornata | Savoia | 3 – 2 | Turris |  |

| 13 dicembre 1992 13ª giornata | Atletico Leonzio | 1 – 0 | Savoia |  |

| 20 dicembre 1992 14ª giornata | Savoia | 0 – 2 | Sangiuseppese |  |

| 27 dicembre 1992 15ª giornata | Akragas | 0 – 3 | Savoia |  |

| 24 gennaio 1992 16ª giornata | Savoia | 2 – 1 | Vigor Lamezia |  |

| 31 gennaio 1993 17ª giornata | Sora | 0 – 0 | Savoia |  |

#### Girone di ritorno
| 7 febbraio 1993 18ª giornata | Savoia | 2 – 1 | Altamura |  |

| 14 febbraio 1993 19ª giornata | Monopoli | 0 – 0 | Savoia |  |

| 21 febbraio 1993 20ª giornata | Savoia | 4 – 1 | Licata |  |

| 7 marzo 1993 21ª giornata | Catanzaro | 1 – 0 | Savoia |  |

| 14 marzo 1993 22ª giornata | Trani | 2 – 0 | Savoia |  |

| 21 marzo 1993 23ª giornata | Savoia | 1 – 1 | Juventus Stabia |  |

| 28 marzo 1993 24ª giornata | Savoia | 2 – 2 | Astrea |  |

| 4 aprile 1993 25ª giornata | Bisceglie | 2 – 1 | Savoia |  |

| 18 aprile 1993 26ª giornata | Savoia | 1 – 2 | Molfetta |  |

| 25 aprile 1993 27ª giornata | Formia | 3 – 0 | Savoia |  |

| 2 maggio 1993 28ª giornata | Savoia | 1 – 1 | Matera |  |

| 9 maggio 1993 29ª giornata | Turris | 1 – 0 | Savoia |  |

| 16 maggio 1993 30ª giornata | Savoia | 2 – 0 | Atletico Leonzio |  |

| 23 maggio 1993 31ª giornata | Sangiuseppese | 0 – 0 | Savoia |  |

| 30 maggio 1993 32ª giornata | Savoia | 5 – 1 | Akragas |  |

| 6 giugno 1993 33ª giornata | Vigor Lamezia | 0 – 0 | Savoia |  |

| 13 giugno 1993 34ª giornata | Savoia | 1 – 0 | Sora |  |